# Элюар, Поль
Поль Элюа́р (фр. Paul Éluard, собственно Эже́н Эми́ль Поль Гренде́ль (фр. Eugène Émile Paul Grindel); 14 декабря 1895, Сен-Дени — 18 ноября 1952, Париж) — французский поэт, выпустивший более сотни поэтических сборников.

## Жизнь и творчество
В 1912 году у юного Элюара был обнаружен туберкулёз, он был вынужден прервать свою учёбу в Париже и уехать лечиться в Швейцарию. Там в санатории он познакомился с Еленой Дьяконовой, которую называл Гала. Она стала его музой, именно тогда он начал писать стихи. В 1917 году Поль Элюар и Гала поженились, через год у них родилась дочь Сесиль. Поэт участвовал в Первой мировой войне как санитар в госпитале, на фронте он написал сборник стихов, впервые подписавшись именем Поль Элюар. В 1918 году его «открыл» Жан Полан, он же познакомил его с Бретоном, Арагоном, Максом Эрнстом. Вместе с ними Элюар стал одним из основателей дадаизма, а затем сюрреализма. В 1923 году порвал с дадаизмом, поссорившись с Тристаном Тцара.
Михаил Яснов отмечает: «Элюар настаивал на исключении чувственного мира из сюрреалистических произведений, а на практике оказался одним из самых эмоциональных поэтов».
В 1926 году вместе с другими сюрреалистами вступил в коммунистическую партию, в 1933 был исключён за антисоветские высказывания, но в 1942 году был вновь принят. В марте 1924 года, за день до выхода из печати поэтического сборника Mourir de ne pas mourir («Умирать оттого, что не умираешь»), упомянутого в одном письме Элюара как его последняя книга, он, неожиданно для всех, отправился в путешествие, оставив прощальную записку только отцу. Гала и его друзья думали, что он мёртв. Путешествие вокруг света длилось семь месяцев. Удалившись от родного дома, он стал слать письма своей жене, и Гала смогла присоединиться к мужу, найдя его уже в Азии, откуда они вместе вернулись во Францию.

В 1929 году Поль Элюар встречает Сальвадора Дали и с ним же позднее знакомит свою жену. Гала принимает решение уйти от Элюара к Дали, который по этому случаю написал «Портрет Поля Элюара». Дали высказался об этом так:
«Я чувствовал, что на меня возложена обязанность запечатлеть лик поэта, с Олимпа которого я похитил одну из муз».
 В 1929 году Элюар повстречал Марию Бенц (Нюш), его новую музу, а в будущем супругу. В 1930 году Гала окончательно ушла от Элюара к Сальвадору Дали, оформив развод в 1932 году, и в 1934 Элюар женился на Нюш.
Написал стихи о преступнице Виолетте Нозьер, когда она была обвиняемой (совершила преступление и арестована в 1933-м, осуждена в 1934-м году).
Во время Гражданской войны в Испании Поль выступал против франкистского движения. В те годы он сблизился с Пабло Пикассо; именно картина художника «Герника» вдохновила Элюара на написание поэмы «Победа Герники».
В начале Второй мировой войны Элюар обосновался в Париже и присоединился к подпольной борьбе против оккупировавших Францию нацистов. Он писал стихи, чтобы поддержать дух партизан в годы Сопротивления. Листовки с текстом одного из самых знаменитых произведений Элюара «Свобода» разбрасывались с английских самолётов над Францией. В 1942 году, уже в подполье, он был вновь принят в коммунистическую партию.
После войны поэта постиг новый удар, смерть любимой жены Нюш. Поль Элюар путешествовал по всему миру, участвуя в различных конгрессах, посвящённых миру и как представитель движения сюрреалистов. В 1950 году в Варшаве он участвовал во II Всемирном конгрессе сторонников мира, на котором был создан Всемирный совет мира. В том же году он познакомился с Доминик Лемор, они сочетались браком в 1951 году. Поль написал сборник стихов «Феникс», посвящённых их отношениям и вновь обретённой радости жизни. В феврале 1952 года поэт представлял французскую культуру на юбилее Виктора Гюго в Москве.
18 ноября 1952 года Поль Элюар скончался от инфаркта, похоронен на парижском кладбище Пер-Лашез.

## Признание
Лауреат Международной премии мира (1952).
К произведениям Элюара писали музыку Ф. Пуленк, А. Соге, Л. Ноно, К. Саариахо, А. Волконский, Александр Градский, Витаутас Баркаускас.
Название романа Франсуазы Саган «Немного солнца в холодной воде» (Un peu de soleil dans l’eau froide, 1969) взято из поэмы Элюара «Жить здесь» (Vivre ici), опубликованной в 1926 году.
Писатель и сценарист Фредерик Фахардье (фр.) дал имя Эжена Гринделя (настоящее имя Элюара) герою своего романа «Стиль» (1984), легшего в основу фильма «Не будите спящего полицейского» с Аленом Делоном и Мишелем Серро.

## Память
- Одна из премий, присуждаемых Обществом французских поэтов, носит имя Поля Элюара.

- 2 апреля 2007 года астероид (15752) Éluard был назван в честь поэта.

### Публикации на русском языке
- [Стихи] // Лившиц Б. От романтиков до сюрреалистов: Антология французской поэзии. Л.: Время, 1934, с. 139—140
- Поль Элюар Стихи. Перевод с французского. — Предисловие И. Эренбуга. Состав. и ред. О. Савича. Худож. Н. Шиловский. — М.: ГИХЛ, 1958. — 342 с.; порт. — 10 000 экз.
- Поль Элюар Избранные стихотворения. Перевод с французского и предисловие Павла Антокольского. — М.: Издательство иностранной литературы, 1961. — 72 с.
- Стихи / Пер. М. Ваксмахера. — М.: Наука, 1971 (Литературные памятники)
- [Стихи] // Западноевропейская поэзия XX века. — М.: Художественная литература, 1977, с.595—604
- Стихотворения. М.: Художественная литература, 1985
- Стихи. Пер. М. Анкудинова // https://web.archive.org/web/20070929174716/http://teneta.rinet.ru/1998/transl_stihi/ankudinov/eluard.htm
- [Стихи] // Семь веков французской поэзии в русских переводах. — СПб.: Евразия, 1999, с.584-589
- [Стихи] // Козовой В. Антология французской поэзии. М.: Дом интеллектуальной книги, 2001, с.188-190
- Поэзия французского сюрреализма. СПб.: Амфора, 2003. — с.49-76